# La Couarde-sur-Mer
La Couarde-sur-Mer ist eine Gemeinde mit 1112 Einwohnern (Stand 1. Januar 2022) auf der Île de Ré an der französischen Atlantikküste. Es handelt sich um ein Dorf an der Südküste der Île de Ré, gegenüber der Küste der Insel Île d’Oléron. La Couarde ist einer der kleineren Orte auf der Insel. Zur Gemeinde gehört auch ein sehr kleiner Hafen Le Goisil, der über eine kleine Fahrrinne mit der Nordküste bei Loix verbunden ist. Der Küstenstreifen bei La Couarde sur Mer ist zum größten Teil ein Sandstrand mit einigen Teilen steinigen (felsigen) Untergrundes, der es ermöglicht, bei Ebbe gut Muscheln und andere Meeresfrüchte zu sammeln. Es sind aber auch einige kleine Abschnitte mit Steilküste vorhanden.

## Geschichte
In den Jahren der Französischen Revolution trug La Couarde kurzzeitig den Namen „La Fraternité“.

## Bevölkerungsentwicklung
| Jahr                       | 1962 | 1968 | 1975 | 1982 | 1990 | 1999 | 2006 | 2017 |
| Einwohner                  | 716  | 758  | 794  | 856  | 1029 | 1179 | 1213 | 1206 |
| Quellen: Cassini und INSEE |      |      |      |      |      |      |      |      |

## Wirtschaft
Wie die meisten Orte der Insel lebt auch dieser im Wesentlichen von
- Austernzucht, die allerdings ausschließlich an der Nordküste betrieben wird.
- Fischerei
- Tourismus. Es gibt einige Hotels und Campingplätze.
- Seetourismus und Wassersport.
- Landwirtschaft

es werden überwiegend Kartoffeln, Spargel, Gemüse und Wein angebaut.
Der leichte bis mittelschwere Sandboden erlaubt den Anbau von Kartoffelsorten, die es in Frankreich sonst nicht gibt. Sie sind die einzigen Kartoffeln in ganz Frankreich, die das Prädikat A.O.C. tragen dürfen. Das Gemüse wird frankreichweit unter der eigens geschaffenen und geschützten :Herkunftsbezeichnung Île de Ré vermarktet.

## Sehenswürdigkeiten
- Musikpavillon
- Kirche Notre-Dame-de-l’Annonciation
- Kriegerdenkmal (1914–1918) aus den 20er-Jahren (mit Ergänzungen von 1939 bis 1945 u. a.) mit überlebensgroßem (deutschen) Adler, der wie vom Sockel gefallen vor dem Denkmal auf dem Boden liegt – wohl einzigartig in Frankreich.
- Der kleine Hafen le Goisil (auch: le Goizil) mit Zugang zur Nordküste
- Kulturhaus La Maline
- La Pergola, kleines Tanz- und Ausflugslokal von 1936.

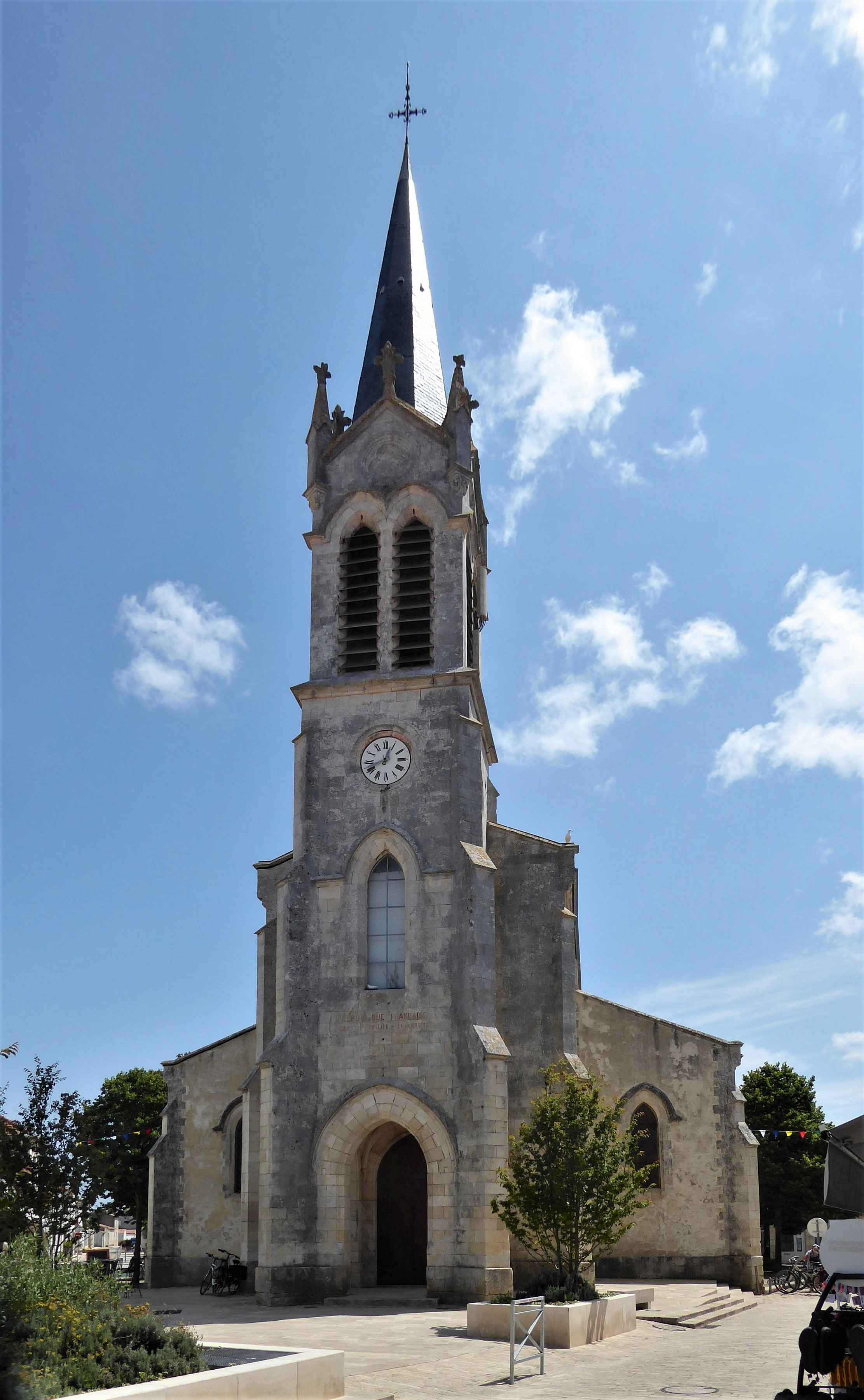
Kirche Notre-Dame-de-l'Annonciation
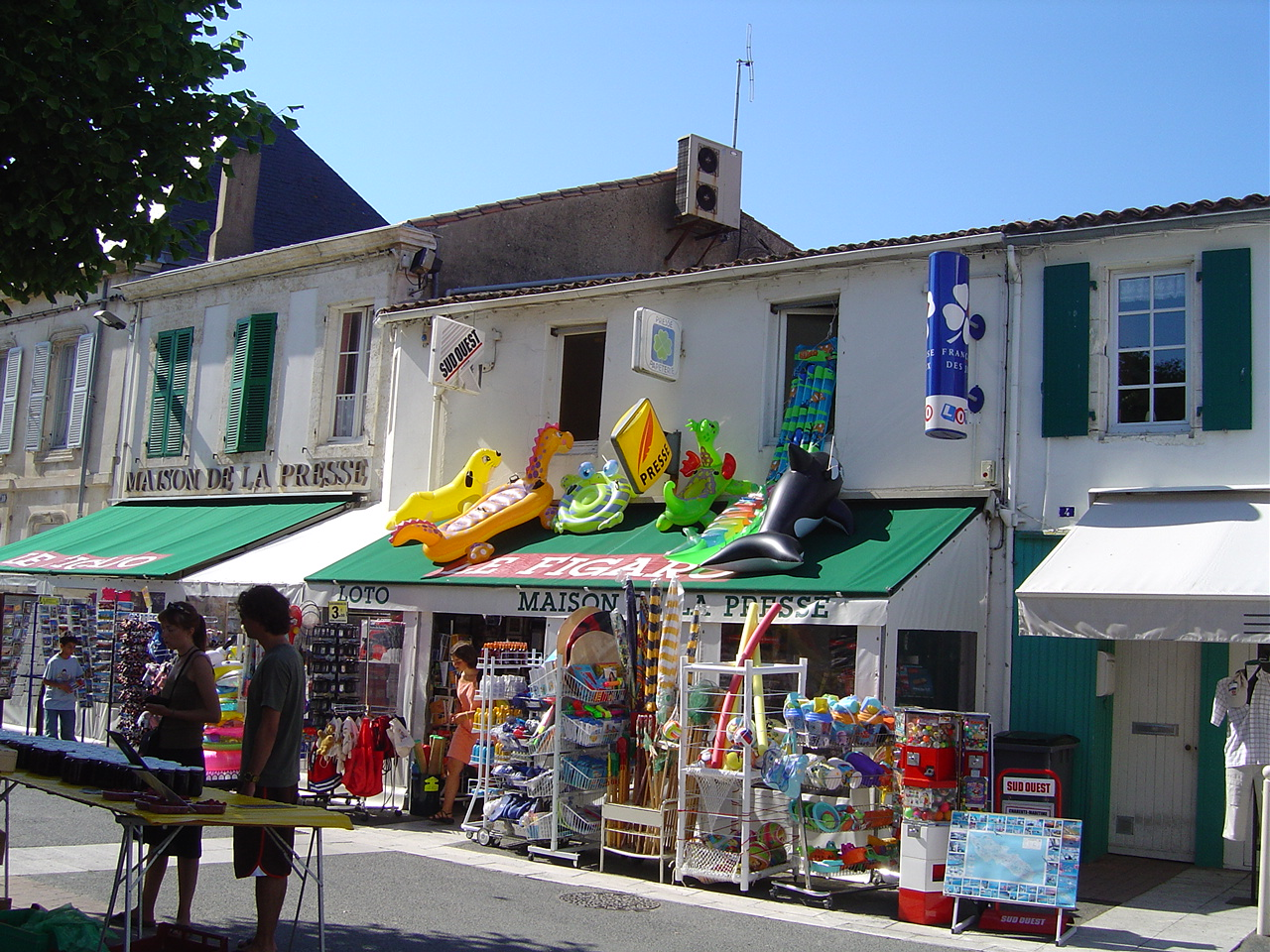
Marktplatz
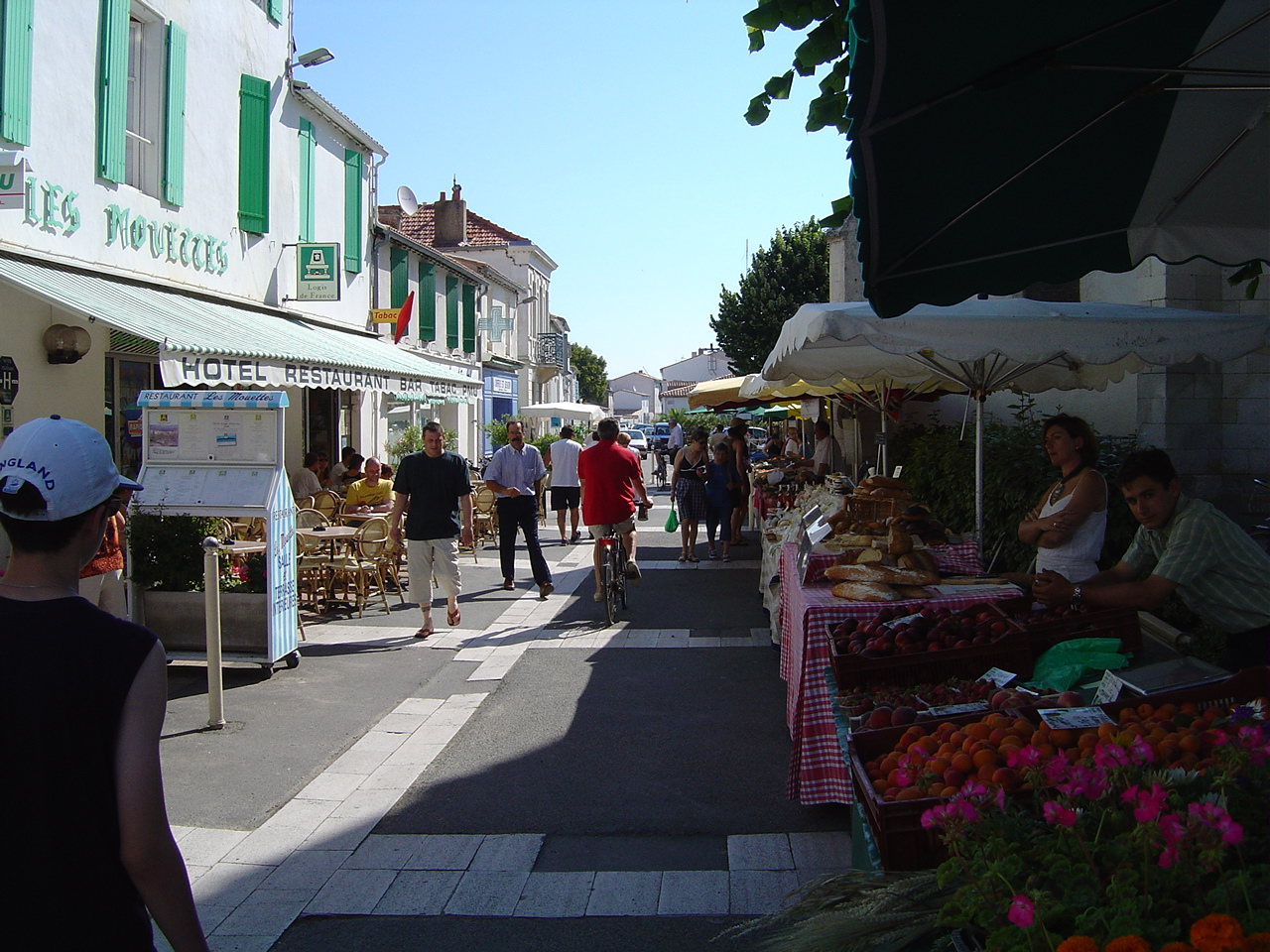
Wochenmarkt
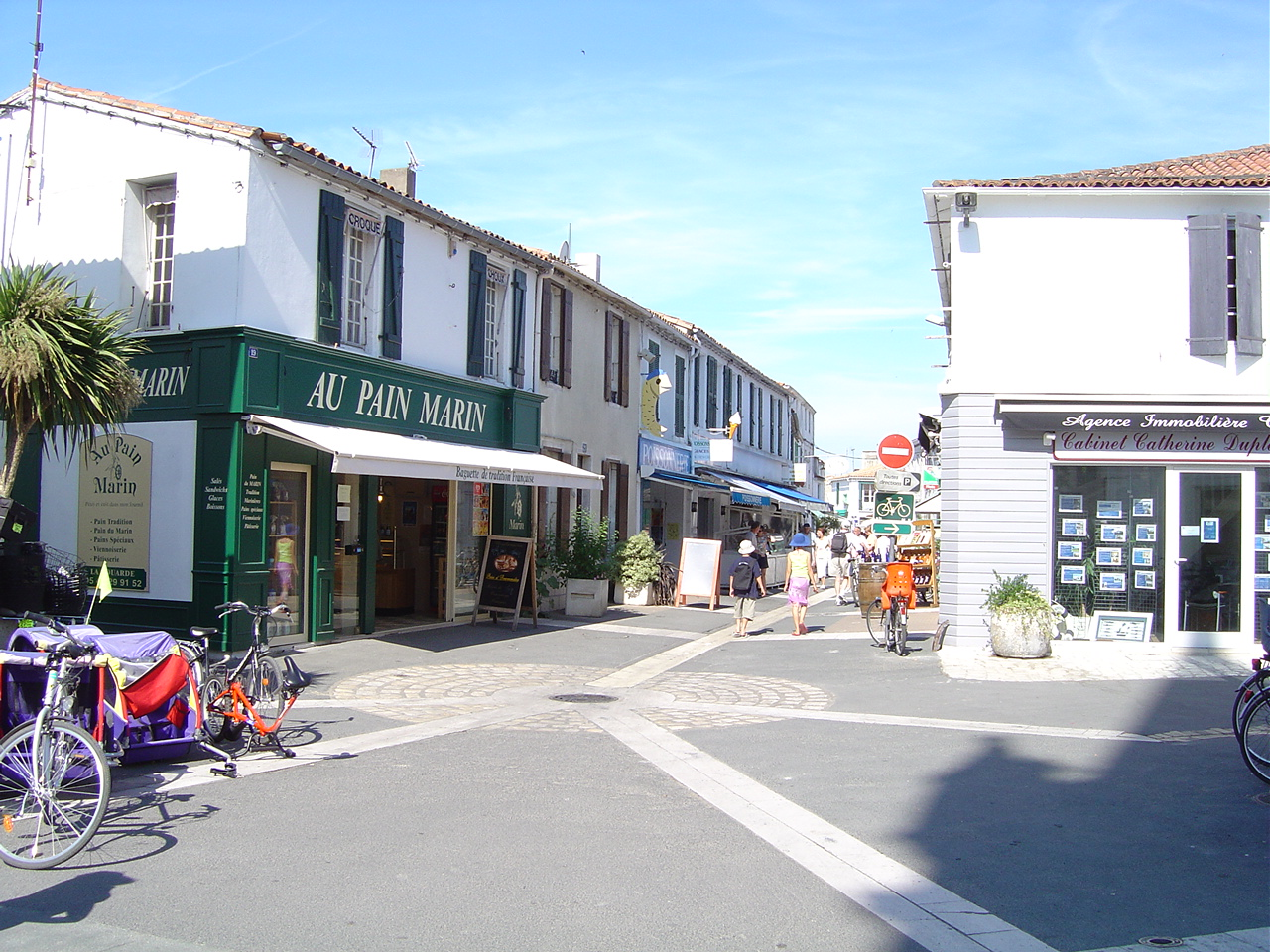
Hauptstraße
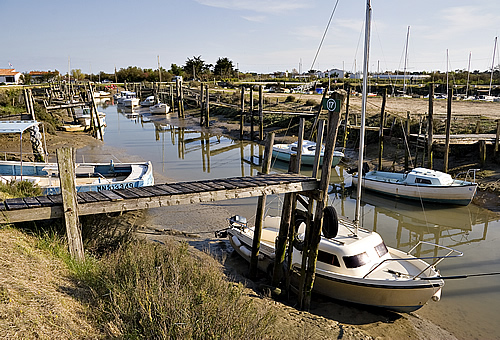
Hafen

## Persönlichkeiten
- Antoine Albeau (* 1972), mehrfacher Weltmeister in verschiedenen Disziplinen des Segelsports und des Surfens (Funboard, Freestyle …)